# Formatie van Wépion
De Formatie van Wépion is een geologische formatie uit het Vroeg-Devoon in de Belgische Ardennen. Deze formatie bestaat hoofdzakelijk uit kwartsiet en zandsteen. Ze is genoemd naar Wépion bij Namen.

## Beschrijving
De Formatie van Wépion bestaat uit een afwisseling van grijze kwartsiet met blauwgrijze, grijze, of groenige kleirijke zandsteen, die soms "schist" wordt genoemd. De basis van de formatie ligt bij de eerste kwartsietlaag boven de rode schalie van de Formatie van Acoz. Deze laag bestaat op sommige plekken uit conglomeraat met klasten van kwartsiet, groene en rode zandsteen, of toermalijniet. Lagen met grotere klasten door de hele formatie heen voor.
De kwartsiet en zandsteen vertonen vaak een sterke gelaagdheid, en soms cross-bedding. De banken worden vaak gescheiden door dunne laagjes donker, fijn, kleiig materiaal, die op sommige plekken rijk zijn aan plantenresten.

## Verspreiding en stratigrafische relaties
De Formatie van Wépion komt voor in de noordelijke flank van het Synclinorium van Dinant en aan de oostelijke rand van dit synclinorium, waar ze tegen het Massief van Stavelot aanligt. De formatie kan een dikte van 300 meter bereiken, maar verder naar het oosten en zuiden ontbreekt de formatie.
De formatie is met sporen gedateerd en behoort tot het onderste deel van de stratigrafische etage Emsiaan.
De Formatie van Wépion overdekt de Formatie van Acoz. Ze wordt zelf overdekt door rode conglomeraat en zandsteen van de Formatie van Burnot. Op plekken waar deze formatie ontbreekt ligt de Formatie van Wépion onder gesteentelagen uit het Midden-Devoon zoals de Formatie van Pépinster.